# Crisis política en Bolivia de 2008
La crisis política de Bolivia de 2008 fueron enfrentamientos internos y actos de desobediencia civil y política, que pusieron en riesgo la estabilidad del gobierno de Evo Morales y la propia integridad territorial del país. 
La confrontación tuvo como protagonistas visibles, por un lado, al gobierno nacional, liderado por el presidente Evo Morales del Movimiento al Socialismo (MAS), y por el otro, a los prefectos departamentales opositores de la región conocida como la "Media Luna", que impulsaron la constitución de gobiernos departamentales autónomos y rechazan el proyecto constitucional que impulsa el primer mandatario. 
La crisis adoptó la forma de una confrontación territorial entre la región andina occidental, donde se concentra la mayor riqueza minera principalmente en los departamentos de Potosí, La Paz y Oruro, y la región de los llanos orientales, rica en hidrocarburos y por su agro ganadería. Se ha definido también como una confrontación étnica entre indígenas del occidente y los mestizos del oriente boliviano, que correría el riesgo de convertirse en una Guerra Civil, y en un proceso de disgregación territorial de Bolivia.
En general los simpatizantes del movimiento opositor autonomista se denominan los cívicos, mientras que los simpatizantes del Presidente Morales y el MAS suelen ser referidos como los campesinos. El conflicto registró una escalada de violencia en la primera quincena de septiembre de 2008 en los que murieron al menos 30 ciudadanos bolivianos, en un contexto de denuncias de "golpe de Estado" o "autogolpes".

## Antecedentes

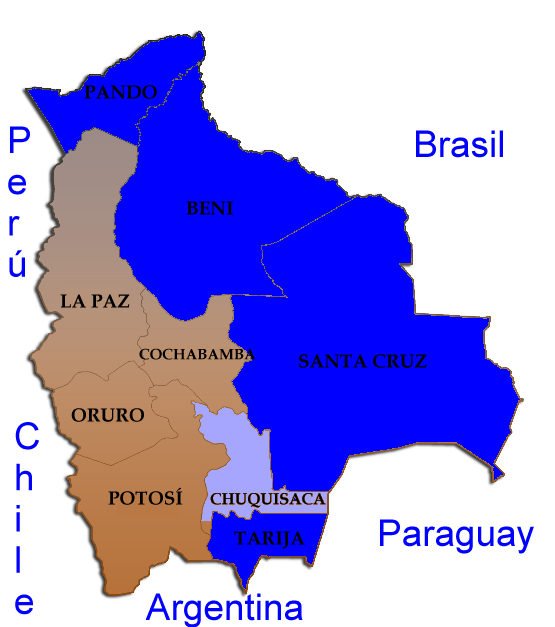
En azul, los cuatro departamentos de la Media Luna. Algunos incluyen a Chuquisaca, pero otros la excluyen, debido a que su población es mayoritariamente indígena.

El 18 de diciembre de 2005 Evo Morales, líder del Movimiento al Socialismo (MAS) fue electo presidente con el 54% de los votos. El programa estructuralista del MAS ha sido criticado por algunos sectores de la oposición acusándolo de populista y centralista y de promover además una exclusión regional y etnicista hacia lo "no andino" y lo "no indígena" sobre la base de ideologías retrógradas y fallidas,[cita requerida] como califican al socialismo y al indigenismo. El MAS ha rechazado las críticas, calificando peyorativamente a la oposición de "fascista" y "racista", acusándola de haber "excluido históricamente a los indígenas, de estar resistiendo la modificación del status quo y la conformación de un país pluralista y democrático, y de estar promoviendo el separatismo, con el fin de conformar un Estado en los territorios más ricos, en el que los indígenas sean minoría y continúen marginados". 
Por su parte, la Asamblea del Pueblo Guaraní, representante de la etnia guaraní ante la Confederación de Pueblos Indígenas de Bolivia (CIDOB), apoya la reforma constitucional y la propuesta de crear un décimo departamento autónomo, denominado del Chaco, con tierras desprendidas de los actuales departamentos de Beni y Santa Cruz, con el fin de quedar fuera del poder de lo que denominan "las élites terratenientes, empresariales y oligárquicas" que controlan esos territorios.
En la región la población indígena varía de un 65,6% en Departamento de Chuquisaca, el único de los departamentos de la Media Luna donde la población indígena es mayoritaria, el 16, 2% en Pando, el de más baja presencia indígena del país, pero en todos ellos se encuentra excluida del poder político y afectada por fuertes situaciones de discriminación.
El triunfo del MAS y el acceso al gobierno de Evo Morales, modificó de raíz las relaciones de fuerza entre sectores sociales, étnicos y territoriales. Frente a ello, los sectores no indígenas predominantes en los departamentos de la Media Luna, adoptaron una estrategia autonomista, que algunos sectores han definido como separatista, con el fin de limitar las transferencias de recursos entre regiones y reducir el poder del gobierno nacional, controlado por el MAS. En ese camino, los departamentos controlados por la oposición, decidieron dictar estatutos autonomistas desconociendo gran parte de las atribuciones del presidente y el congreso nacional, en un proceso conocido como referéndum autonómico.
La negativa de los departamentos opositores, mediante la sanción de estatutos de autonomía que no tenían ninguna Constitucionalidad, a reconocer la autoridad atribuida por la constitución al gobierno nacional, tensó el conflicto y llevó a realizar un referéndum revocatorio, de los mandatos del Presidente y de los prefectos departamentales, que se realizó el 10 de agosto. La población confirmó por amplia mayoría (67, 43%) al Presidente Morales, pero también a seis de los ocho prefectos departamentales sometidos a referendo, agudizando de ese modo el conflicto, ante el fortalecimiento de ambas partes.

## Paro cívico y bloqueo de rutas
El 19 de agosto, nueve días después del referendo revocatorio, los prefectos opositores de los departamentos de la Media Luna y Chuquisaca, llamaron a un "paro cívico" por tiempo indeterminado con bloqueo de rutas contra el gobierno nacional. El argumento de la oposición para el mismo fue exigir al gobierno la transferencia a los departamentos de los fondos recaudados por el Impuesto Directo a los Hidrocarburos (IDH), que la administración de Evo Morales había destinado para financiar un plan de pensiones para personas mayores de 60 años, llamada "renta dignidad". En algunos lugares la oposición llamó a tomar las instalaciones del gobierno nacional. Los prefectos opositores amenazaron que en caso de que el gobierno no cediera a sus reclamos, interrumpirían el suministro de gas a Argentina y Brasil y las rutas internacionales hacia Argentina y Paraguay, afectando gravemente el equilibrio internacional.
En varios lugares se produjeron enfrentamientos entre manifestantes y fuerzas de seguridad y en Beni, los grupos opositores intimaron a las fuerzas de seguridad nacionales a colocarse bajo el mando del prefecto local. En respuesta el presidente Evo Morales ordenó a las fuerzas armadas proteger las instalaciones gasíferas y gasoductos y denunció a la oposición por intentar un "golpe de estado civil".
El 26 de agosto se difundió la noticia de que el embajador de Estados Unidos, Philip Goldberg, se había reunido en secreto con el prefecto de Santa Cruz y uno de los líderes del paro, Rubén Costas, hecho que llevó a una protesta formal del gobierno boliviano exigiendo al gobierno del Presidente George W. Bush mantenerse prescindente en el conflicto. El embajador Goldberg explicó que la reunión no fue secreta y que en la misma solamente había entregado ayuda a las Olimpiadas Especiales y para cooperación tecnológica para la Expoteleinfo.

## Atentado contra oleoducto y escalada del conflicto
El conflicto registró una grave escalada el martes 9 de septiembre, cuando los autonomistas, liderados por los prefectos de la Media Luna, tomaron las instalaciones y edificios del gobierno central ubicadas en las regiones rebeldes. El 10 de septiembre un grupo opositor cerró una válvula de paso del mayor gasoducto, ubicado en Tarija, provocando el estallido del mismo, y afectando sustancialmente el suministro de gas a Brasil, durante varias semanas. Simultáneamente comandos civiles opositores, tomaron las instalaciones gasíferas de Vuelta Grande, en el departamento de Chuquisaca, afectando la provisión de gas a la Argentina. El gobierno nacional calificó el atentado como un "acto terrorista".

## Masacre del 11 de septiembre y declaración del estado de sitio en Pando
El 11 de septiembre al menos dieciséis campesinos simpatizantes del Presidente Morales, resultaron asesinados en un lugar selvático en la zona de Porvenir, a 30 kilómetros de Cobija, capital del Departamento de Pando, por un grupo de civiles armados no identificados. El vicepresidente de la Nación dispuso un día de duelo por los manifestantes asesinados en Pando, en tanto que el viceministro de Coordinación con Sectores Sociales y la Sociedad Civil, denunció expresamente al prefecto de Pando, Leopoldo Fernández, por haber ordenado la matanza, conocida como Masacre de Porvenir. Fernández negó enfáticamente las acusaciones en los siguientes términos:

Ellos me acusan de usar grupos de choque, cuando todo el mundo sabe que esos campesinos socialistas, esos falsos campesinos, estaban armados.

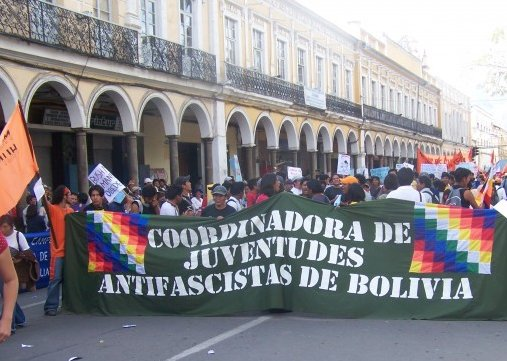
Marcha pro indígena de la "Coordinadora de Juventudes Antifascistas" de Bolivia.

Con el paso de los días, comenzó a revelarse que serían muchos más los campesinos víctimas en la matanza de Pando, estimándose en al menos 30 personas muertas y más de 100 desaparecidos. Los campesinos, muchos de ellos masistas, aseguran haber sido emboscados por funcionarios de la prefectura de Pando, cuando se dirigían a Cobija a apoyar al gobierno nacional. Los autonomistas aseguran que fueron los campesinos quienes iniciaron el enfrentamiento, utilizando armas de fuego y petardos con dinamita.
El hecho de que los sucesos se verificaran en una zona apartada, fuera del alcance de la prensa independiente, hizo que los mismos no fueran conocidos en un primer momento. Con el paso de los días fueron surgiendo gran cantidad de rumores, versiones y testimonios sobre cómo sucedió la matanza y la magnitud de la misma. La investigación de la masacre quedó a cargo de la Fiscalía General y de una Comisión Internacional de UNASUR.
Ese mismo día el presidente Evo Morales expulsó del país al embajador estadounidense Philip Goldberg, acusándolo de apoyar las movilizaciones opositoras a favor de las autonomías departamentales y entrometerse en los asuntos internos de Bolivia. A los pocos días, el presidente estadounidense George W. Bush incluyó a Bolivia en la "lista negra" del narcotráfico, al considerar que el Estado boliviano había fallado en su colaboración a la hora de combatirlo. El Presidente Evo Morales calificó esta medida como una represalia estadounidense por la expulsión de su embajador.
Ante la gravedad de los sucesos de Pando, el gobierno nacional dispuso el estado de sitio en ese departamento desde el 12 de septiembre, ordenando a las fuerzas de seguridad tomar control del aeropuerto y la ciudad. El prefecto Fernández, a su vez, dio orden a los grupos civiles bajo su mando, de resistir por la fuerza el ingreso a las fuerzas nacionales.
El 12 de septiembre la filial boliviana de Amnistía Internacional emitió un comunicado titulado "Bolivia: El respeto a los derechos humanos es fundamental para parar la escalada de violencia". El documento declara, entre otras cosas, su preocupación por "la discriminación y el racismo contra la población indígena" que han caracterizado las movilizaciones masivas en la zona de la Media Luna, mencionando expresamente la presencia de "grupos de choque en Santa Cruz, al parecer, entre ellos, la Unión Juvenil Cruceñista".
El 30 de septiembre el programa de investigación periodística La Liga, de la televisión argentina (Canal 11), exhibió un informe sobre la crisis de Bolivia, registrando serias y generalizadas acciones de discriminación y violencia racista en Santa Cruz y Tarija, relacionadas con el movimiento autonomista, contra los indígenas aymaras, en el que incluso se llamaba públicamente a "matar a los collas".

## Intervención de la Unión de Naciones Sudamericanas (Unasur)

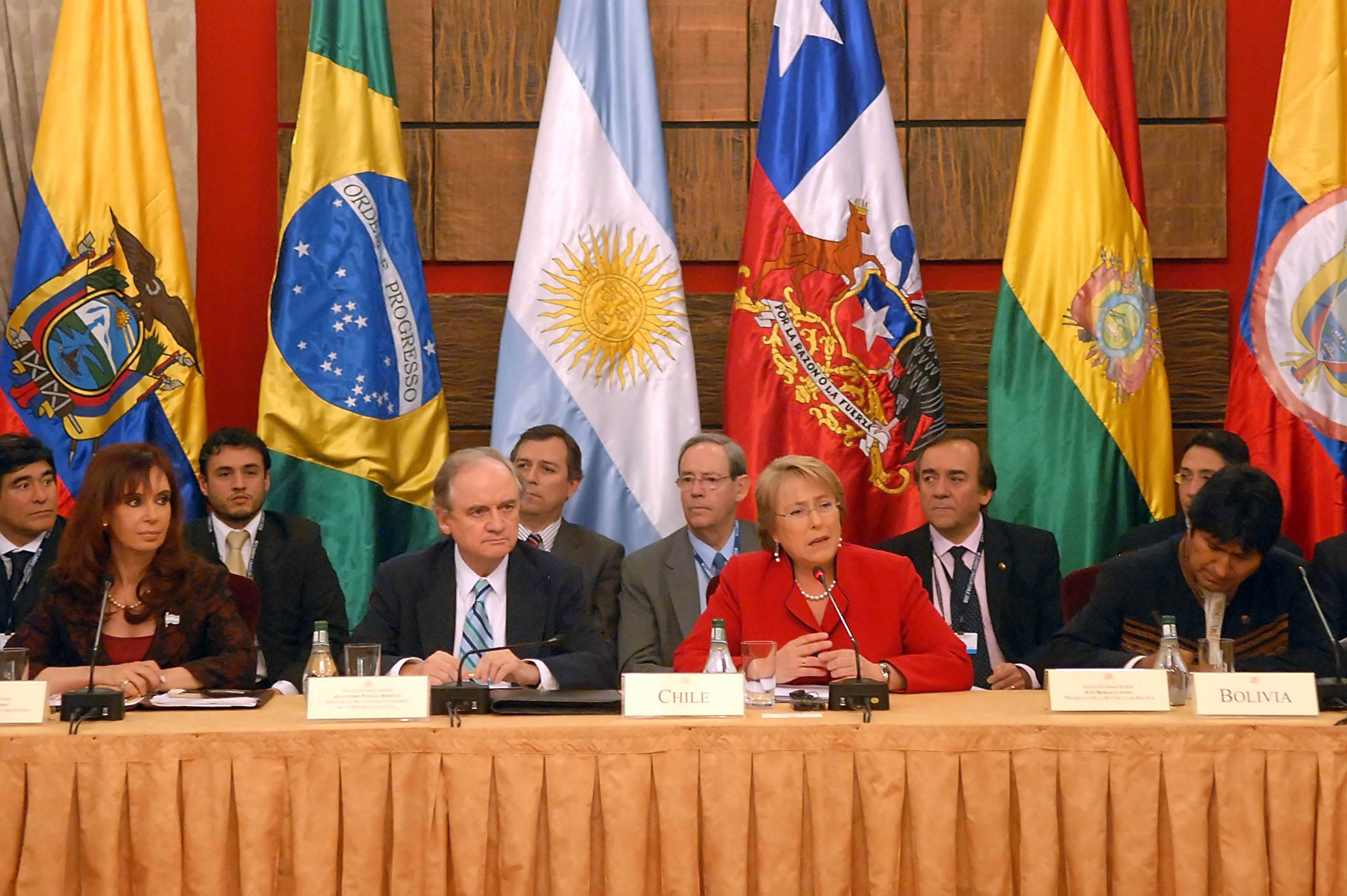
Cumbre de la UNASUR para tratar el tema de Bolivia. De izquierda a derecha: Pta. Cristina Fernández (Argentina), Mtro. José Miguel Insulza (OEA), Pta. Michelle Bachelet (Chile), Pte. Evo Morales (Bolivia).

Ante la escalada del conflicto político social en Bolivia, los países sudamericanos organizados en la Unión de Naciones Sudamericanas (Unasur), convocaron a una cumbre presidencial urgente que se concretó el 15 de septiembre en el Palacio de La Moneda de Santiago de Chile. La UNASUR está integrada por las doce naciones independientes de Sudamérica: Argentina, Bolivia, Brasil, Chile, Colombia, Ecuador, Guyana, Paraguay, Perú, Surinam, Uruguay y Venezuela, y tiene como presidenta pro tempore a la primera mandataria chilena, Michelle Bachelet.
Luego de deliberar varias horas, los jefes de gobierno acordaron una posición unánime expresada en la Declaración de La Moneda, emitida ese mismo día. La Declaración de La Moneda resolvió:
1. Como primer punto expresar el "más pleno y decidido respaldo al Gobierno Constitucional del Presidente de la República de Bolivia Evo Morales, cuyo mandato fue ratificado por una amplia mayoría en el reciente Referéndum".
2. En segundo lugar, advertir que los países sudamericanos no aceptarán ninguna ruptura del orden institucional en Bolivia, ni proceso que implique su desmembramiento territorial.
3. El tercer punto condena la toma de instalaciones del gobierno nacional, afirmando que se trata de grupos que "buscan la desestabilización de la democracia boliviana", exigiendo la inmediata devolución de los mismos, como condición previa para iniciar un proceso de diálogo.
4. El cuarto punto hace un llamamiento general a cesar las acciones de violencia y desacato a las autoridades y las leyes.
5. El quinto párrafo, condena la Masacre de Pando y acepta la propuesta del gobierno boliviano de formar una Comisión Internacional para investigar el crimen y evitar que sus responsables queden impunes.
6. El sexto punto hace un llamado a la sociedad boliviana a mantener la integridad territorial de su país.
7. El séptimo acápite insta a abrir un proceso de diálogo y, con ese fin, dispone crear una comisión internacional para facilitar el diálogo, en una mesa conducida por el gobierno boliviano.[29]

La Cumbre Sudamericana registró dos diferencias que fueron saldadas:
- La primera, fue la propuesta del Presidente Hugo Chávez, de Venezuela, de incluir una mención crítica al papel de los Estados Unidos en la crisis boliviana. La propuesta no contó con consenso y fue finalmente desechada.
- La segunda, fue una propuesta de Michelle Bachelet, de incluir a la Organización de Estados Americanos (OEA), que tampoco contó con el consenso de los demás mandatarios.[30]

Simultáneamente con la posición asumida por UNASUR, los autonomistas comenzaron a levantar los bloqueos, atendiendo el pedido del presidente del Comité Cívico de Santa Cruz, Branko Marinkovic.

## Enjuiciamiento y detención del prefecto de Pando por la Masacre de Porvenir
El 16 de septiembre, luego del expreso respaldo de la UNASUR al gobierno del presidente Evo Morales y la resolución de investigar internacionalmente la Masacre de Pando para evitar que los responsables del crimen queden impunes, el fiscal general de Bolivia, Mario Uribe, decidió iniciar acciones criminales contra el prefecto de Pando Leopoldo Fernández, el exalcalde de Cobija Miguel Becerra y el senador de Unidad Nacional (UN) Abraham Cuéllar, "por la presunta comisión del delito de genocidio en su forma de masacre sangrienta, tipificado por el artículo 138, párrafo segundo del Código Penal".
A su vez, en vista de la imputación de genocidio que la Fiscalía General realizó contra el prefecto Leopoldo Fernández, el presidente Evo Morales, en uso de las atribuciones que le confiere la declaración de estado de sitio en el Departamento de Pando, dispuso su detención por un plazo máximo de 90 días, que es el límite permitido por la Constitución Nacional para el estado de sitio.
El Fiscal Uribe se ha mostrado en general lejano a las posiciones del Presidente Evo Morales, y ha sido en reiteradas oportunidades cuestionado por el MAS, atribuyéndole no investigar los delitos cometidos en la Media Luna. El 24 de septiembre la Unasur formó la Comisión Investigadora de la Masacre de Pando, designando a su frente al argentino Rodolfo Mattarollo, un reconocido especialista en derechos humanos.
El 28 de octubre, el gobierno de Evo Morales, mediante el viceministro de Régimen Interior Rubén Gamarra, anuncia que el fallo emitido por la Corte Superior de Distrito de Cochabamba, convertida en Tribunal de Garantías Constitucionales, por el que se declara probado el recurso de habeas corpus en favor del Prefecto de Pando, Leopoldo Fernández, es nulo de pleno derecho y sin efecto jurídico alguno, por no haberse citado a los Ministros de Defensa y de Gobierno, que se hallaban en el extranjero. Además, el viceministro Gamarra inició demanda por prevaricato contra los vocales de la Corte Superior de Distrito de Chuquisaca, por haberse instalado audiencia sin tomar en cuenta dichos errores procedimentales.

## Manifestaciones internacionales en apoyo a Evo Morales
Se realizaron diversas manifestaciones en apoyo al gobierno de Evo Morales en diversos países del mundo. En Berlín casi un centenar de personas, en su mayoría activistas de izquierda alemanes y algunos inmigrantes bolivianos, se concentraron frente a la embajada estadounidense. En Argentina integrantes de partidos políticos, organizaciones sociales, sindicales, piqueteras y de derechos humanos, se movilizaron hasta la embajada de Bolivia coreando consignas en solidaridad con Morales y contrarias a Estados Unidos.